# John Fitzgerald
John Fitzgerald (född 28 december 1960) är en tidigare tennisspelare från Australien. Han har vunnit flera Grand Slam-titlar i dubbel tillsammans med svenske Anders Järryd.